# Comuna Lidingö
Lidingö (Lidingö kommun) este o comună din comitatul Stockholms län, Suedia, cu o populație de 45.178 locuitori (2013).

## Geografie

### Zone urbane
Lista celor mai mari zone urbane din comună (anul 2015) conform Biroului Central de Statistică al Suediei:
| Nr | Zona urbană     | Pop.   |
| -- | --------------- | ------ |
| 1  | Lidingö         | 42.466 |
| 2  | Sticklinge udde | 3.037  |

## Demografie
| \| Evoluția demografică în comuna Lidingö, 1970–2015 \| Evoluția demografică în comuna Lidingö, 1970–2015 \| Evoluția demografică în comuna Lidingö, 1970–2015 \| Evoluția demografică în comuna Lidingö, 1970–2015 \| Evoluția demografică în comuna Lidingö, 1970–2015 \| \| ----------------------------------------------------------------------------------------------------- \| ------------------------------------------------- \| ------------------------------------------------- \| ------------------------------------------------- \| ------------------------------------------------- \| \| An \| \| \| Locuitori \| \| \| 1970 \| 1970 \| \| 36174 \| 36174 \| \| 1975 \| 1975 \| \| 36727 \| 36727 \| \| 1980 \| 1980 \| \| 37390 \| 37390 \| \| 1985 \| 1985 \| \| 38271 \| 38271 \| \| 1990 \| 1990 \| \| 38399 \| 38399 \| \| 1995 \| 1995 \| \| 39042 \| 39042 \| \| 2000 \| 2000 \| \| 40584 \| 40584 \| \| 2005 \| 2005 \| \| 41892 \| 41892 \| \| 2010 \| 2010 \| \| 44017 \| 44017 \| \| 2015 \| 2015 \| \| 46302 \| 46302 \| \| Sursa: SCB - Statistika Centralbyrån, Folkmängd efter region, civilstånd, ålder och kön. År 1968–2016 \| \| \| \| \| |      |  |           |       |
| Evoluția demografică în comuna Lidingö, 1970–2015 |      |  |           |       |
| An |      |  | Locuitori |       |
| 1970 | 1970 |  | 36174     | 36174 |
| 1975 | 1975 |  | 36727     | 36727 |
| 1980 | 1980 |  | 37390     | 37390 |
| 1985 | 1985 |  | 38271     | 38271 |
| 1990 | 1990 |  | 38399     | 38399 |
| 1995 | 1995 |  | 39042     | 39042 |
| 2000 | 2000 |  | 40584     | 40584 |
| 2005 | 2005 |  | 41892     | 41892 |
| 2010 | 2010 |  | 44017     | 44017 |
| 2015 | 2015 |  | 46302     | 46302 |
| Sursa: SCB - Statistika Centralbyrån, Folkmängd efter region, civilstånd, ålder och kön. År 1968–2016 |      |  |           |       |